# Leucoloma sanctae-mariae
Leucoloma sanctae-mariae är en bladmossart som beskrevs av Bescherelle 1880. Leucoloma sanctae-mariae ingår i släktet Leucoloma och familjen Dicranaceae. Inga underarter finns listade i Catalogue of Life.